# 顧景元
顧景元（1570年—1641年），號繼陵，浙江紹興府上虞縣人，明朝軍事人物。

## 生平
顧景元曾祖顧燦，祖父淮府典膳顧澐，父親顧守達，母親江氏，早年出身錢塘縣掾，渡江時船隻沉沒，全船只有他存活，之後前往北京打算習吏，不久轉而從武。他和山陰人謝弘儀曾為競爭對手，謝弘儀說：「我家貧難顧，希望讓我中魁吧。」最後謝弘儀果然中第一，到萬曆四十年（1612年），他自北直隸武驤衛籍武庠生中武舉人，四十一年（1613年）亦中武進士會試第一，兵部尚書王象乾拿著他的策論說：「有這樣的能力，當文士也不為過。」
顧景元先獲授湖廣僉書都司，陞為淮安游擊，補陝西掌印都司，四十八年（1620年）任倒馬關參將，但未前往就任，到天啟六年（1626年）陞京營神樞三營參將，當時魏璫專權，他因此決定致仕杜門。

## 引用
1. 1 2  《上虞西華顧氏宗譜·卷四·宗賢傳》：恆二公，名景元，號繼陵，係中宅四房宜一公子，承祖父遺風，雖家業艱苦，猶致力於詩書，少從掾錢塘，渡江舟覆，眾皆溺死而公獨全，似有緋甲神護之，以是知公之有異徵矣。繼遊於京，欲習吏事，似有不堪狀，埋頭刺股，取古文詞而讀之，或終夜不寐，此其志豈第以雄武稱烈哉。迨射策金門，素與山陰謝宏儀爭為頡頏，謝曰：「我家貧難待，希讓我決魁是科。」謝果遴元，而次科公亦首選，山東王司寇持公策以示人，曰：「有此識力，即文士曷以過。」初任湖廣都司，轉淮安游擊，既補陝西掌印都司，兼理民事。公神速明敏，綽有政聲，及陞倒馬關參將，公以年庚屬馬，遂裹足不行，繼又陞京營神機副將，值魏璫肆虐，楊左諸賢罹毒甚慘，公竟杜門掃跡，養高林壑足不踰戶矣，惜後嗣之不能克光前烈也。
2. ↑  《上虞西華顧氏宗譜·卷二十二·中宅四房十三世至二十八世》：采一 名燦，字汝光……娶袁城潘氏，有婦德見賢母傳，生一子二女…… 澐一 諱澐，字德清，號實齋，邑庠生，例授淮府典膳……側室范氏生一子…… 宜一 諱守達，字成章，號東陵……側室江氏生一子二女…… 恆二 諱景元，號繼陵，初從事縣掾，由北直武驤衛籍中萬厯壬子科武舉人，登癸丑科狀元。為人博通典籍，非止於工騎射，初任湖廣都司，轉陞淮安游擊，補陝西掌印都司，陞倒馬關參將致仕。娶同社趙氏，生二子寵三、寵四，一女……生隆慶四年庚午，卒崇禎十四年辛巳，享年七十二歲，葬本境父塋側。 按從事縣掾按萬厯譜補。
3. ↑  《明神宗顯皇帝實錄·卷五百九十一》：（萬曆四十八年二月己未）陞大同副總兵周有道為神機營左副將，狼山副總兵楊應春為神樞營右副將，大同中路參將許世臣為宣府副總兵，宣府南山參將劉國鏞為甘肅西寧副總兵，原任湖廣都司僉書顧景元為倒馬関參將，薊鎮松棚路遊擊孫祖壽為燕河路參將，寧夏中軍苟伏威為甘肅莊浪參將，濟寧遊擊蔡光崇為福建水標遊擊，湖廣中軍江之清為四川建武遊擊。
4. ↑  《明熹宗悊皇帝實錄·卷六十九》：（天啟六年三月丁卯）陞陝西都司掌印顧景元為神樞三營參將，河南都司僉書王一麟為薊鎮石匣營遊擊，浙江都司僉書任應科為應天廵撫中軍遊擊。
5. ↑  《上虞西華顧氏宗譜·卷三·武科志》：恆二公，諱景元，號繼陵，係中宅四房宜一公子，初從事縣掾，由北直武驤衛籍武庠生中萬厯壬子科武舉人，登癸丑科狀元。初除湖廣僉書都司，陞淮安游擊，補陝西掌印都司，陞北京倒馬關參將，又陞京城神機營副將致仕。